# Гейлтон (Пенсільванія)
Гейлтон (англ. Galeton) — місто (англ. borough) в США, в окрузі Поттер штату Пенсільванія. Населення — 990 осіб (2020).

## Географія
Гейлтон розташований за координатами 41°44′3″ пн. ш. 77°38′37″ зх. д. / 41.73417° пн. ш. 77.64361° зх. д. (41.734304, -77.643512).  За даними Бюро перепису населення США в 2010 році місто мало площу 3,35 км², з яких 3,29 км² — суходіл та 0,06 км² — водойми.

## Демографія
Згідно з переписом 2010 року, у селищі мешкало 1149 осіб у 492 домогосподарствах у складі 315 родин. Густота населення становила 343 особи/км².  Було 613 помешкання (183/км²).
Расовий склад населення:
| - 97,0 % — білих - 0,9 % — чорних або афроамериканців - 0,4 % — азіатів |

До двох чи більше рас належало 1,5 %. Частка іспаномовних становила 1,0 % від усіх жителів.
За віковим діапазоном населення розподілялося таким чином: 23,2 % — особи молодші 18 років, 58,0 % — особи у віці 18—64 років, 18,8 % — особи у віці 65 років та старші. Медіана віку мешканця становила 42,8 року. На 100 осіб жіночої статі у селищі припадало 94,1 чоловіків;  на 100 жінок у віці від 18 років та старших — 94,1 чоловіків також старших 18 років.
Середній дохід на одне домашнє господарство  становив 51 351 долар США (медіана — 40 250), а середній дохід на одну сім'ю — 57 620 доларів (медіана — 43 889). Медіана доходів становила 38 859 доларів для чоловіків та 28 750 доларів для жінок. За межею бідності перебувало 18,3 % осіб, у тому числі 31,1 % дітей у віці до 18 років та 4,4 % осіб у віці 65 років та старших.
Цивільне працевлаштоване населення становило 565 осіб. Основні галузі зайнятості: освіта, охорона здоров'я та соціальна допомога — 19,5 %, роздрібна торгівля — 18,4 %, виробництво — 18,1 %.